# 크레시다 (위성)

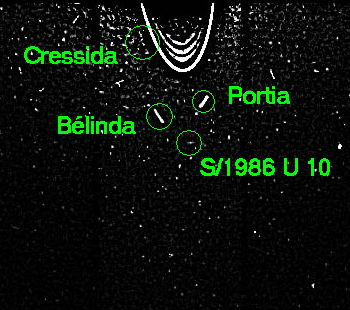

크레시다(Cressida)는 천왕성 안쪽에 위치한 위성으로, 1986년 1월 9일 보이저 2호가 발견하였다. 발견 당시 임시적으로 S/1986 U S라는 이름이 붙여졌다가, 후에 윌리엄 셰익스피어의 작품 《트로일로스와 크레시다》에 등장하는 여주인공 크레시다에게서 이름을 따 붙여졌다.
포르티아 그룹에 속하는 위성 중 하나인 크레시다의 표면은 회색빛을 띄며 얼음과 암석으로 뒤덮여있다. 또한 크레이터와 계곡 또한 많이 분포되어 있다.

## 같이 보기
- 천왕성의 위성